# Lucy Neville-Rolfe
Pour les articles homonymes, voir Neville et Rolfe.
Lucy Jeanne Neville-Rolfe, née le 2 janvier 1953 à Wardour, est une femme politique conservatrice britannique.
Elle est ministre d'État à l'Énergie et à la Propriété intellectuelle au ministère des Affaires, de l'Énergie et de la Stratégie industrielle de juillet 2016 à décembre 2016. Elle retrouve un poste ministériel en septembre 2022 comme Ministre d'État à l'Bureau du Cabinet. Elle a précédemment travaillé chez Tesco (1997–2013), siégeant au conseil d'administration en 2006. Elle est nommée pair à vie à la Chambre des lords en 2013.

## Jeunesse
Neville-Rolfe est née à Wardour, dans le Wiltshire, où elle vit dans une ferme avec ses parents et ses quatre frères et sœurs. Elle fréquente les écoles des couvents catholiques avant d'étudier la philosophie, la politique et l'économie au Somerville College d'Oxford où elle obtient une maîtrise. Elle est membre honoraire du Collège.

## Carrière
Après avoir quitté l'université, elle travaille dans la fonction publique au ministère de l'Agriculture, de la Pêche et de l'Alimentation de 1973 à 1992. Elle est membre de l'Unité des politiques du Premier ministre de 1992 à 1994. Elle est directrice de l'unité de déréglementation au Cabinet Office de 1995 à 1997.
Neville-Rolfe prend un poste chez Tesco et occupe le poste de directrice des affaires publiques de 1997 à 2006. Elle occupe le poste de secrétaire générale de 2004 à 2006. Elle siège au conseil d'administration en 2006 en tant que directrice générale (affaires générales et juridiques) jusqu'à sa retraite en janvier 2013.
Elle rejoint la Chambre des lords en tant que pair conservateur en octobre 2013 et est sous-secrétaire d'État parlementaire au ministère des Affaires, de l'Innovation et des Compétences et ministre de la Propriété intellectuelle de juillet 2014 à juillet 2016. À partir de mai 2015, elle est également sous-secrétaire d'État parlementaire au ministère de la Culture, des Médias et des Sports. Neville-Rolfe est nommée ministre d'État au Département des affaires, de l'énergie et de la stratégie industrielle le 17 juillet 2016. Elle retrouve un poste ministériel en septembre 2022 comme Ministre d'État à l'Bureau du Cabinet.
Avant d'assumer ses responsabilités ministérielles, elle s'intéresse à la Chambre des Lords aux affaires, à l'enseignement professionnel, au haut débit, à la réforme de la réglementation et aux questions de compétitivité. Elle encourage le gouvernement à faciliter et à soutenir les entreprises britanniques, à supprimer les charges fiscales et réglementaires inutiles, à déployer le haut débit à travers le Royaume-Uni et à permettre la croissance des petites entreprises. Elle s'est aussi exprimée sur les accords de commerce international.
Neville-Rolfe occupe de nombreux postes non exécutifs qu'elle quitte lors de sa nomination. Elle est administratrice non exécutive d'ITV et membre du conseil de surveillance de Metro Group, un grand détaillant et grossiste international basé en Allemagne. Neville-Rolfe est également alors présidente d'EuroCommerce, l'association paneuropéenne du commerce de détail, et a siégé aux conseils d'administration de 2 Sisters Food Group et Hermes Equity Ownership Services ainsi qu'au conseil consultatif de PwC. Elle est membre du Conseil d'administration de la London Business School.

## Distinctions et récompenses
Neville-Rolfe est nommée Compagnon de l'Ordre de St Michael et St George (CMG) dans les honneurs d'anniversaire de 2005 pour des services au Conseil de gestion du ministère des Affaires étrangères et du Commonwealth et Dame Commandeur de l'Ordre de l'Empire britannique (DBE) dans les honneurs d'anniversaire 2012 pour les services à l'industrie. Le 10 septembre 2013, elle est créée pair à vie prenant le titre de baronne Neville-Rolfe, de Chilmark dans le comté de Wiltshire.

## Vie privée
Neville-Rolfe est mariée à Richard Packer, qui est secrétaire permanent au ministère de l'Agriculture, de la Pêche et de l'Alimentation de 1993 à 2000. Ils ont quatre fils. Son mari est fait chevalier en 2001. De 2001 jusqu'à son entrée à la Chambre des lords en 2013, son titre est Lady Packer.